# Монгун-Тайгинський кожуун
Монгун-Тайгинський кожуун (тив.: Монгун-Тайга кожуун) — район республіки Тива Російської Федерації. Центр — село Мугир-Акси.
Монгун-Тайгинський кожуун утворений 24 березня 1941 року. Розташований у південно-західній частині республіки та відокремлений високими хребтами як від решти Республіки Тива, так і від Республіки Алтай. Займає найважкодоступніші території. Це високогірний та відособлений район Тиви. Межує із землями Бай-Тайгинського, Овюрського кожуунів, Алтайського краю та Монголії.

## Рельєф
Рельєф кожууна гористий — висота над рівнем моря досягає 3970 метрів. У зв'язку з суворими кліматичними умовами, віддаленістю та важко доступністю кожууна, майже повною відсутністю лісу та своєрідним поєднанням тундри, лугів, високогірної поясності ці землі можуть використовуватись тільки для пасовищ.

## Гідрографія
Гідрографія представлена ріками Карги, Моген-Бурен, Тоолайлиг а також озерами, які розташовані у північно-західній частині кожууна. Найбільшим озером є Хиндиктиг-Холь, яке розташоване на висоті 2306 метрів над рівнем моря.

## Корисні копалини
На території кожууна є невеликі родовища свинцю, цинку, кобальту, срібла та золота. Однак внаслідок незначних розмірів їх розробка не проводиться. Цікавим для розробки є Монгун-Тайгинське родовище гіпсу для виробництва будівельних матеріалів та декоративних виробів, Мугир-Аксинське родовище суглинків для виробництва цегли.

## Адміністративний поділ
Монгун-Тайгинський кожуун складається з двох сумонів: Каргинського та Моген-Буренський сумони. До складу сумону Карги належить центр кожууна — село Мугир-Акси. У сумоні проживає 4868 чоловік або 77,6% населення кожууна. До складу сумону Моген-Бурен входить Кизил-Хая, чисельність його населення складає 1409 чоловік або 22,1% населення кожууна.
Все населення кожууна на 1 січня 2009 року складало 6277 чоловік, а у 2015 році — 5791 чоловік.

## Транспорт
Транспортний зв'язок з іншими кожуунами республіки здійснюється автомобільною дорогою з гравійним покриттям, яка виходить на автомобільну дорогу з асфальтовим покриттям Чадан-Хандагайти. Відсутність безпечних доріг робить віддалену територію кожууна відрізаною як від решти Туви, так і від Республіки Алтай.

## Соціальна сфера
Монгун-Тайгинський кожуун внаслідок відособленості території має самобутнє населення з обмеженими можливостями зайнятості та реалізації продукції і, як наслідок, низьким рівнем доходів. Соціальна сфера представлена Будинком культури, центральною кожуунною лікарнею, середніми школами, дошкільними установами.

## Клімат
Територія відноситься до високогірного поясу (абсолютні нижні позначки висоти перевищують 2500 м). Клімат характеризується низькими термічними ресурсами, тривалою холодною зимою і дуже коротким холодним літом, майже постійна і значна вітрова активність. Зима починається в жовтні і триває до травня, середня температура січня −28 градусів. Взимку часті заметілі, сніжний покров досягає 30-60 см. На весну, літо та осінь припадає близько 4 місяців. Середня температура липня +13,6 градусів, сніг можливий протягом всього літнього періоду. Вегетаційний період вкрай короткий, всього 85 днів. Зустрічаються ділянки багаторічномерзлих порід.

## Сільське господарство
Основою економіки є сільське господарство, яке спеціалізується на м'ясному тваринництві та вівчарстві. Рослинництво не розвинуто у зв'язку з суворими кліматичними умовами.